# Marcigny
|  | Per a altres significats, vegeu «Marcigny-sous-Thil». |

Marcigny és un municipi francès al departament de Saona i Loira (regió de Borgonya - Franc Comtat). L'any 2007 tenia 1.885 habitants.

## Demografia

### Població
El 2007 la població de fet de Marcigny era de 1.885 persones. Hi havia 922 famílies, de les quals 382 eren unipersonals (130 homes vivint sols i 252 dones vivint soles), 347 parelles sense fills, 134 parelles amb fills i 59 famílies monoparentals amb fills.
La població ha evolucionat segons el següent gràfic:

### Habitatges
El 2007 hi havia 1.156 habitatges, 945 eren l'habitatge principal de la família, 66 eren segones residències i 144 estaven desocupats. 688 eren cases i 463 eren apartaments. Dels 945 habitatges principals, 500 estaven ocupats pels seus propietaris, 426 estaven llogats i ocupats pels llogaters i 20 estaven cedits a títol gratuït; 45 tenien una cambra, 85 en tenien dues, 175 en tenien tres, 263 en tenien quatre i 377 en tenien cinc o més. 596 habitatges disposaven pel capbaix d'una plaça de pàrquing. A 477 habitatges hi havia un automòbil i a 274 n'hi havia dos o més.

### Piràmide de població
La piràmide de població per edats i sexe el 2009 era:
| Homes | Edats   | Dones |
| ----- | ------- | ----- |
| 0     | 95 o +  | 24    |
| 8     | 90 a 94 | 40    |
| 32    | 85 a 89 | 40    |
| 16    | 80 a 84 | 52    |
| 52    | 75 a 79 | 48    |
| 64    | 70 a 74 | 100   |
| 80    | 65 a 69 | 80    |
| 52    | 60 a 64 | 72    |
| 56    | 55 a 59 | 60    |
| 48    | 50 a 54 | 84    |
| 60    | 45 a 49 | 60    |
| 56    | 40 a 44 | 48    |
| 36    | 35 a 39 | 68    |
| 56    | 30 a 34 | 36    |
| 44    | 25 a 29 | 68    |
| 48    | 20 a 24 | 40    |
| 28    | 15 a 19 | 68    |
| 56    | 10 a 14 | 40    |
| 44    | 5 a 9   | 64    |
| 44    | 0 a 4   | 24    |

## Economia
El 2007 la població en edat de treballar era de 1.003 persones, 715 eren actives i 288 eren inactives. De les 715 persones actives 619 estaven ocupades (320 homes i 299 dones) i 95 estaven aturades (47 homes i 48 dones). De les 288 persones inactives 152 estaven jubilades, 43 estaven estudiant i 93 estaven classificades com a «altres inactius».

### Ingressos
El 2009 a Marcigny hi havia 940 unitats fiscals que integraven 1.859,5 persones, la mediana anual d'ingressos fiscals per persona era de 15.744 €.

### Activitats econòmiques
Dels 178 establiments que hi havia el 2007, 1 era d'una empresa extractiva, 7 d'empreses alimentàries, 3 d'empreses de fabricació de material elèctric, 13 d'empreses de fabricació d'altres productes industrials, 8 d'empreses de construcció, 50 d'empreses de comerç i reparació d'automòbils, 4 d'empreses de transport, 11 d'empreses d'hostatgeria i restauració, 14 d'empreses financeres, 9 d'empreses immobiliàries, 20 d'empreses de serveis, 24 d'entitats de l'administració pública i 14 d'empreses classificades com a «altres activitats de serveis».
Dels 46 establiments de servei als particulars que hi havia el 2009, 1 era una oficina d'administració d'Hisenda pública, 1 gendarmeria, 1 oficina de correu, 5 oficines bancàries, 3 funeràries, 3 tallers de reparació d'automòbils i de material agrícola, 1 taller d'inspecció tècnica de vehicles, 2 autoescoles, 2 paletes, 1 guixaire pintor, 1 fusteria, 2 lampisteries, 1 electricista, 8 perruqueries, 4 veterinaris, 5 restaurants, 3 agències immobiliàries i 2 salons de bellesa.
Dels 28 establiments comercials que hi havia el 2009, 1 era un hipermercat, 1 un supermercat, 3 botiges de menys de 120 m², 3 fleques, 3 carnisseries, 2 llibreries, 5 botigues de roba, 1 una botiga d'equipament de la llar, 2 botigues de mobles, 1 una botiga de mobles, 1 una botiga de material de revestiment de parets i terra, 2 joieries i 3 floristeries.
L'any 2000 a Marcigny hi havia 11 explotacions agrícoles que ocupaven un total de 552 hectàrees.

## Equipaments sanitaris i escolars
El 2009 hi havia 1 hospital de tractaments de curta durada, 1 hospital de tractaments de mitja durada (seguiment i rehabilitació, 3 farmàcies i 2 ambulàncies. El 2009 hi havia 1 escola maternal i 2 escoles elementals. Marcigny disposava d'un col·legi d'educació secundària amb 323 alumnes.

## Poblacions properes
El següent diagrama mostra les poblacions més properes.